# Jenthe Mertens
Jenthe Mertens (Genk, 18 oktober 1999) is een Belgische voetballer. Hij is een vleugelverdediger en staat sinds 2020 onder contract bij SK Beveren.

## Carrière

### Oud-Heverlee Leuven
Mertens speelde in de jeugd bij KRC Genk en MVV Maastricht voor hij in 2014 bij Oud-Heverlee Leuven terecht kwam. In de aanloop naar het seizoen 2017/18 werd Mertens, die veelal speelde als rechtermiddenvelder, door trainer Dennis van Wijk in de A-kern opgenomen. Op 5 augustus 2017 maakte hij zijn officieel debuut. Hij mocht toen als linksachter in de basis starten in de competitiewedstrijd tegen Lierse SK. Drie weken later scoorde hij in een bekerwedstrijd tegen KFC Turnhout zijn eerste doelpunt.
Na het ontslag van Van Wijk stond Mertens onder nieuwe trainer Nigel Pearson weer lange tijd naast het elftal, pas aan het eind van het seizoen kwam hij weer enkele malen aan spelen toe. Ook in zijn tweede seizoen voor Oud-Heverlee wist Mertens geen basisplaats te veroveren en kwam hij tot vijf competitiewedstrijden.

### Go Ahead Eagles
In september 2019 ondertekende Mertens een eenjarig contract, met een optie op een tweede seizoen, bij Go Ahead Eagles, waar hij werd gepresenteerd als moderne wingback. Mertens wist hier meteen een basisplaats te bemachtigen, een plek die hij het gehele seizoen vasthield. Hij werd vaak geprezen als een van de betere vleugelverdedigers uit de reeks.

### Waasland-Beveren
Na één seizoen in Nederland gespeeld te hebben kreeg Mertens een aanbieding van Belgisch eersteklasser Waasland-Beveren waar hij op in ging. Coach Nicky Hayen liet hem op de eerste speeldag van het seizoen 2020/21 meteen debuteren in de wedstrijd tegen KV Kortrijk. Deze wedstrijd werd uiteindelijk winnend afgesloten met 1-3.

## Statistieken
| Seizoen | Club             | Land               | Competitie      | Competitie | Competitie | Beker | Beker | Supercup | Supercup | Europees | Europees | Totaal | Totaal |
| Seizoen | Club             | Land               | Competitie      | Wed.       | Dlp.       | Wed.  | Dlp.  | Wed.     | Dlp.     | Wed.     | Dlp.     | Wed.   | Dlp.   |
| ------- | ---------------- | ------------------ | --------------- | ---------- | ---------- | ----- | ----- | -------- | -------- | -------- | -------- | ------ | ------ |
| 2017/18 | OH Leuven        | Vlag van België    | Eerste klasse B | 10         | 0          | 2     | 1     | —        | —        | —        | —        | 12     | 1      |
| 2018/19 | OH Leuven        | Vlag van België    | Eerste klasse B | 5          | 0          | 1     | 0     | —        | —        | —        | —        | 6      | 0      |
| 2019/20 | Go Ahead Eagles  | Vlag van Nederland | Eerste divisie  | 24         | 2          | 4     | 0     | —        | —        | —        | —        | 28     | 2      |
| 2020/21 | Waasland-Beveren | Vlag van België    | Eerste klasse A | 7          | 0          | 1     | 0     | —        | —        | —        | —        | 8      | 0      |
| TOTAAL  | TOTAAL           | TOTAAL             | TOTAAL          | 46         | 2          | 8     | 1     | 0        | 0        | 0        | 0        | 54     | 3      |

1 Reus ·
4 Bateau ·
5 Luiz ·
6 Dicke ·
7 Kerrigan ·
8 Servais ·
9 Ola-Adebomi ·
10 Limbombe ·
11 Michiwaki ·
13 Khatir ·
15 Wuytens ·
16 Deman ·
18 Dewaele ·
20 Dassy ·
21 Jans ·
23 Fall ·
24 Moustapha ·
30 Corryn ·
32 Filipovic ·
34 Abrahams ·
43 Coopman ·
77 Ertürk ·
78 Van Hecke ·
84 Lusamba ·
92 Mertens ·
Brüls ·
Coach: Reedijk